# 절대 평가
절대 평가 (絶對評價)는 한 집단의 성적을 절대적 기준에 따라 평가하는 방식이다. "목표 지향 평가" 또는 "준거 지향 평가"라고도 한다.
구체적 과제 혹은 목표를 고려하여 검사를 제작하거나 미리 정의된 수행 기준에 따라 평가하는 것이다. 교육의 질을 개선시킬 수 있다는 장점이 있다. 평가자의 주관적 입장이 결여될 경우, 평균 점수가 지나치게 높거나 낮게 나올 수 있는 단점이 있다. 하지만 그 반대일 경우 절대적으로 우수한 학생이 상대 평가에 의해 낮은 성적을 받는 등의 단점을 막을 수 있다. 대한민국에서는 각종 국가자격증 시험, 운전 면허 시험 등에서 사용한다.

## 같이 보기
- 상대 평가